# Brigády Izz ad-Dína al-Kassáma
Brigády Izz ad-Dína al-Kassáma (arabsky: عز الدين القسام) pojmenované po šejchu Izz ad-Dín al-Kassámovi, jsou ozbrojené křídlo palestinské nacionalistické a islamistické (sunnitský islám) politické organizace Hamás, která je převážně západními státy označována za teroristickou. Od října 2024 do své smrti v květnu 2025 byl velitelem brigád v Pásmu Gazy Muhammad Sinvár, bratr Jahji Sinvára.

Vlajka Brigád Izz ad-Dína al-Kassáma

Organizace vznikla v roce 1991, pod vedením Jahjá Ajjáše, s cílem zabránit mírovému procesu a podepsání Dohod z Osla. Od roku 1994 do roku 2000 brigády provedly řadu teroristických útoků proti izraelským vojenským i civilním cílům. 
Během druhé intifády (roky 2000 až 2005) se skupina stala ústředním cílem Izraele. Po roce 2000 brigády přijaly taktiku sebevražedných útoků a poté začaly více využívat ostřelování jižního Izraele raketami. Brigády se v této době více organizovaly a získaly pevnější strukturu a proces velení. Během druhé intifády vznikly také buňky na území Západního břehu Jordánu, které ale byly Izraelem z většiny rozprášeny. Hlavní operativní prostor tak bylo Pásmo Gazy, kde brigádám velel Jahjá Sinvár. 
Různé země (Evropská unie, USA, Spojené království, Austrálie, Egypt) považují Brigády Izz ad-Dína al-Kassáma za teroristickou organizaci.
Mezi význačné členy brigád patřili: Muhammad Dajf (zabit v červenci 2024), Marván Ísa (zabit v roce 2024), Jahjá Ajjáš (zabit v roce 1996) nebo Ahmad Džabarí (zabit v roce 2012).